# Salsa (Torí)
Salsa (italià Salza di Pinerolo) és un municipi italià, situat a la ciutat metropolitana de Torí, a la regió del Piemont. L'any 2007 tenia 78 habitants. Està situat a la Vall Germanasca, una de les Valls Occitanes. Forma part de la Comunitat Muntanyenca Vall Chisone i Vall Germanasca. Limita amb els municipis de Massèl, Perier, Prajalats i Praal.

## Administració
| Període | Identitat         | Partit        |
| ------- | ----------------- | ------------- |
| 2004-   | Franco Sanmartino | Llista cívica |